# (35161) 1993 OW
1993 OW (asteroide 35161) é um asteroide da cintura principal. Possui uma excentricidade de 0.28484210 e uma inclinação de 23.14613º.
Este asteroide foi descoberto no dia 16 de julho de 1993 por Eleanor F. Helin em Palomar.